# Comuna Batak, Pazardjik
Batak (în bulgară Батак) este o comună în regiunea Pazardjik, Bulgaria, formată din orașul Batak și satele Fotinovo și Nova Mahala. 

## Demografie
Componența etnică a obștinei Batak
     Bulgari (53,46%)
     Romi (3,43%)
     Turci (38,34%)
     Nicio identificare (4,6%)
     Altele (0,14%)
La recensământul din 2011, populația comunei Batak era de 6.144 locuitori. Din punct de vedere etnic, majoritatea locuitorilor (53,46%) erau bulgari, existând și minorități de turci (38,34%) și romi (3,43%). Pentru 4,6% din locuitori nu este cunoscută apartenența etnică.